# Hypodoxa multidentata
Hypodoxa multidentata là một loài bướm đêm trong họ Geometridae.